# مخاضة (أداة سباكة)

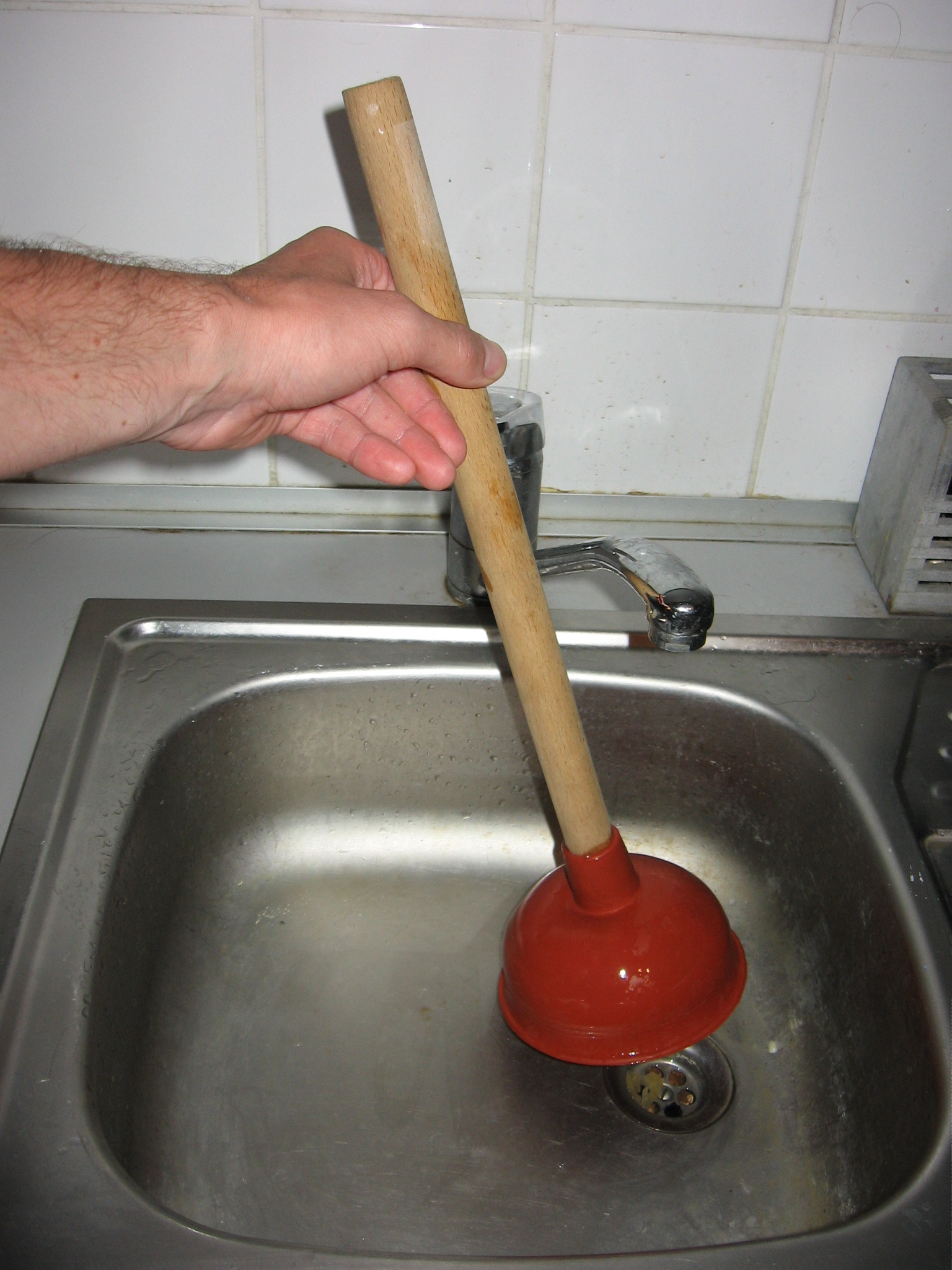
مخّاضة تستخدم لإزالة انسداد مغسلة المطبخ.

المخّاضة أو السَفَّاطة أو طَبَّة كَبْس أو الدّافعة هي أداة سباكة مكونة من رأس مطاطي مقعَّـر وعصا إمساك خشبية أو بلاستيكية تستعمـل في إزالة الانسدادات في المراحيض ومختلف بالوعات الصرف عـن طريق الضغط.

## استعمالها
تستخدم المخّاضة في المنازل عـادة لإزالة انسداد لا يمكن الوصول إليه بوسائل أخرى في المطبخ أو الحمام، وهي أداة سهلة الاستخدام فعالة نسبيًّا حيث يتم دفع الرأس المطاطي أمام بالوعة الصرف والضغط بقوة لجعل الهواء يخرج لإزالة الانسداد داخليا، و إما الضغط حتى يصبح الرأس المطاطي مسطحـا ثم السحب ليقوم بشفط البقايا المترسبة والغاية من استخدامهـا هو كسر وتشقيق كتلة الانسداد بتجفيفها وإفراغها من الهواء.

## أنواعهـا
يوجـد نوعـين من المخّاضات ويكمن الاختلاف بينهما في الرأس المطاطي:
- رأس المخّاضة يبدو مثل كرة مقطعـة إلى نصفيـن.
- أما رأس مخّاضة الحمام فيبدو كنصف كرة مضاف إلى قاعدته فتحة مطاطية واسعة.

## ملاحظة
تكون المخّاضة أكثر فاعلية حين يوجد الماء في الأنبوب لأن الماء لا ينضغط وعليه سيمرر قـوة أكثر من الهـواء، وحين لا تكون المخّاضة فعالًا ينصح باستخدام بعض المحاليل الكيميائية مثل روح الملح أو أنبوب السباك.

## مراجـع
1. 1 2  أحمد شفيق الخطيب (2018). معجم المصطلحات العلمية والفنية والهندسية الجديد: إنجليزي - عربي موضح بالرسوم (بالعربية والإنجليزية) (ط. 1). بيروت: مكتبة لبنان ناشرون. ص. 599. ISBN:978-9953-33-197-3. OCLC:1043304467. OL:19871709M. QID:Q12244028.
2. 1 2  محمد مصطفى بدوي (2003). عمر الأيوبي؛ هشام سخنيني؛ محمد حسان ملص؛ أحمد زهوة (المحررون). قاموس أكسفورد المحيط: إنكليزي عربي (بالعربية والإنجليزية). مراجعة: محمد الدبس (ط. 1). بيروت: أكاديميا إنترناشيونال. ص. 817. ISBN:978-9953-30-050-4. OCLC:787483504. OL:13208836M. QID:Q117863104.
3. ↑  حسن سعيد الكرمي (1999)، المغني الأكبر: معجم اللغة الإنكليزية الكلاسيكية والمعاصرة والحديثة إنكليزي عربي موضح بالرسوم واللوحات الملونة (بالعربية والإنجليزية) (ط. 2)، بيروت: مكتبة لبنان ناشرون، ص. 1013، OCLC:1039055899، QID:Q117808099
4. ↑  منير البعلبكي (2005). المورد الأكبر: قاموس إنكليزي عربي حديث (بالعربية والإنجليزية). مراجعة: رمزي البعلبكي (ط. 1). بيروت: دار العلم للملايين. ص. 1411. ISBN:978-9953-9021-6-6. OCLC:829330815. OL:13208957M. QID:Q107009855.
5. ↑  Henkenius, Merle (2006). Ultimate Guide to Plumbing. Creative Homeowner Press. p. 216. ISBN 1-58011-311-7.